# Balaenella
Balaenella — вимерлий рід баленід з раннього пліоцену в околицях Антверпена, Бельгія. Типовий вид – Balaena brachyrhynchus.

## Класифікація
Кладистичний аналіз Balaenidae визначає Balaenella як сестринський таксон гренландського кита в кладі, окремому від південних китів.